# Квантилі розподілу хі-квадрат
Квантилі (процентилі) розподілу хі-квадрат — числові характеристики, що широко використовуються в завданнях математичної статистики, таких як побудова довірчих інтервалів, перевірка статистичних гіпотез і непараметричне оцінювання.

## Визначення
Нехай {\displaystyle F_{n}} — функція розподілу хі-квадрат {\displaystyle \chi ^{2}(n)} з {\displaystyle n} ступенями свободи, і  {\displaystyle \alpha \in [0,1]}. Тоді {\displaystyle \alpha }-квантилем цього розподілу називається число {\displaystyle \chi _{\alpha ,n}^{2}} таке, що 
{\displaystyle F_{n}\left(\chi _{\alpha ,n}^{2}\right)=\alpha }.

## Зауваження
- Прямо з означення випливає, що випадкова величина, що має розподіл хі-квадрат з {\displaystyle n} ступенями свободи, не перевищує значення {\displaystyle \chi _{\alpha ,n}^{2}} з ймовірністю {\displaystyle \alpha } і перевищує його з ймовірністю {\displaystyle 1-\alpha }.
- Функція {\displaystyle F_{n}} строго зростає для будь-якого {\displaystyle n\in \mathbb {N} }. Звідси визначена її обернена функція  {\displaystyle F_{n}^{-1}}, і

{\displaystyle F_{n}^{-1}(\alpha )=\chi _{\alpha ,n}^{2}}.
- Функція {\displaystyle F_{n}^{-1}} не має простого представлення. Проте, можливо обчислити її значення чисельно.

## Апроксимація квантилів
Для отримання наближених значень квантилів розподілу хі-квадрат {\displaystyle \chi _{\alpha ,n}^{2}} існують апроксимації.
- Апроксимація Корніша-Фішера [1]

{\displaystyle \chi _{\alpha ,n}^{2}=n+A{\sqrt {n}}+B+{\frac {C}{\sqrt {n}}}+{\frac {D}{n}}+{\frac {E}{n{\sqrt {n}}}}},
де
{\displaystyle A=d{\sqrt {2}}}, 
{\displaystyle B={\frac {2}{3}}\left({{d}^{2}}-1\right)}
{\displaystyle C=d\cdot {\frac {{{d}^{2}}-7}{9{\sqrt {2}}}}}
{\displaystyle D={\frac {6{{d}^{4}}+14{{d}^{2}}-32}{405}}}
{\displaystyle E=d\cdot {\frac {9{{d}^{4}}+256{{d}^{2}}-433}{4860{\sqrt {2}}}}}
{\displaystyle d=2.0637\cdot {{\left(\ln {\frac {1}{1-\alpha }}-0.16\right)}^{0.4274}}-1.5774} при {\displaystyle 0.5\leq \alpha \leq 0.999}
{\displaystyle d=-2.0637\cdot {{\left(\ln {\frac {1}{\alpha }}-0.16\right)}^{0.4274}}+1.5774} при {\displaystyle 0.001\leq \alpha <0.5}
- Апроксимація Голдштейна [2]

{\displaystyle \chi _{\alpha ,n}^{2}=n\cdot {{\left[\sum \limits _{i=0}^{6}{{{n}^{-{\frac {i}{2}}}}\cdot {{d}^{i}}\cdot \left({{a}_{i}}+{\frac {{b}_{i}}{n}}+{\frac {{c}_{i}}{{n}^{2}}}\right)}\right]}^{3}}},
де d визначається аналогічно, а коефіцієнти a,b,c наведені в таблиці 
| a             | b            | c            |
| ------------- | ------------ | ------------ |
| 1.0000886     | -0.2237368   | -0.01513904  |
| 0.4713941     | 0.02607083   | -0.008986007 |
| 0.0001348028  | 0.01128186   | 0.02277679   |
| -0.008553069  | -0.01153761  | -0.01323293  |
| 0.00312558    | 0.005169654  | -0.006950356 |
| -0.0008426812 | 0.00253001   | 0.001060438  |
| 0.00009780499 | -0.001450117 | 0.001565326  |

## Таблиця квантилів
Таблиця, що наведена нижче, отримана за допомогою функції chi2inv [Архівовано 4 Грудня 2009 у Wayback Machine.] пакету MATLAB. Щоб отримати значення {\displaystyle \chi _{\alpha ,n}^{2}}, необхідно знайти рядок, відповідний потрібному {\displaystyle n}, і колонку, відповідну потрібному {\displaystyle \alpha }. Шукане число знаходиться в таблиці на їх перетині.

### Приклад
{\displaystyle \chi _{0.025,10}^{2}=3.2470};
{\displaystyle \chi _{0.975,10}^{2}=20.4832}.